# Гогенштауфени
Гогенштауфени в раніші часи Штауфери (нім. Hohenstaufen, нім. Staufer) — династія південно-німецьких королів та імператорів Священної Римської імперії (1138—1254), згасла у чоловічому поколінні 1268 року, зі смертю Конрадина.
Першим достовірно відомим їхнім пращуром був Фрідріх Бюренський, що жив близько середини XI століття. Його син, Фрідріх I, збудував замок на горі Штауфен, або Гогенштауфен. Він отримав від Генріха IV у 1079 році герцогство Швабське й руку його єдиної дочки Агнеси. Претендентами на це герцогство були Бертольд, син Рудольфа Швабського (супротивника Генріха IV), та Бертольд Церінгенський; після тривалих війн, зі змінним успіхом, в Майнці було укладено мир (1097), за яким Фрідріха було визнано герцогом Швабським.

## Історія роду

### Початок та возвеличення дому
Після його смерті (1105) Генріх V, з метою забезпечення собі відданості Гогенштауфенів, утвердив герцогство Швабське за старшим з синів Фрідріха, Фрідріхом II Однооким, а молодшому, Конраду, дарував герцогство Франконське. Після смерті Генріха V, останнього франконського імператора, фамільні володіння його успадкували Гогенштауфени. Фрідріх за своєю могутністю та особистими якостями більше за інших міг, мабуть, розраховувати на німецьку корону, тим більше, що громадська думка була на його боці. Але острах перед його силою й ненависть деяких князів, особливо ж інтриги архієпископа Майнцького Адальберта, вождя папської партії, сприяли обранню ворога Фрідріха — Лотара Саксонського. Претензії Лотара на володіння Генріха V, що перейшли до Гогенштауфенів у спадок, послужили приводом до жорстокої війни, під час якої Конрад оголосив себе королем (1127) й був вінчаний у Мілані італійською короною. Однак, в Італії він не міг довго триматись проти гвельфів та Папи, а у Німеччині з кожним днем зростали сили його супротивників; тому брати Гогенштауфени були змушені прохати у імператора вибачення (1135) й супроводжували останнього у поході до Італії. Після смерті Лотара Конрада у 1138 році було обрано королем під ім'ям Конрада III.

### Боротьба за владу
Із возвеличенням дому Гогенштауфенів ще сильніше розгорілась давня ворожнеча Вельфів проти Гогенштауфенів, що не припинялась і за наступника Конрада, його племінника (сина Фрідріха Одноокого) Фрідріха I Барбаросси. За сина й спадкоємця Фрідріха Генріха VI Гогенштауфени досягли піку своєї могутності, і хоча Генріху не вдалось провести закон про спадкову передачу корони в роді Гогенштауфенів, все ж його дворічного сина Фрідріха було проголошено його наступником (1196).
Рання смерть Генріха (1197) розв'язала руки ворогам дому Гогенштауфенів, і вони під керівництвом папи об'єднались задля його приниження. З братів Генріха двоє померли раніше за нього (Фрідріх V Швабський — у 1191 році, Конрад Франконський — у 1196 році), а Оттон, пфальцграф Бургундський, тримався подалі від інтересів свого дому. Молодший брат Генріха, Філіп Швабський, зважаючи на неможливість утримати корону за малолітнім племінником сам на пропозицію більшості князів прийняв королівський престол (1198). Після тривалої боротьби проти свого суперника Оттона IV Брауншвейгського, якого королем визнав папа, Філіп пав від руки вбивці (1208). Смерть Філіпа забезпечила за Оттоном на декілька років єдиновладдя; але коли той вирішив наполегливо заявляти свої права на авторитет в Італії, то папа Інокентій III став висувати молодого Фрідріха, вже визнаного королем Сицилії, відлучив Оттона від церкви та підбурив проти нього величезну партію в самій Німеччині, тож Фрідріха й там було проголошено королем. На початку його царювання все сприяло, імовірно, подальшому возвеличенню Гогенштауфенів.

### Занепад та припинення роду

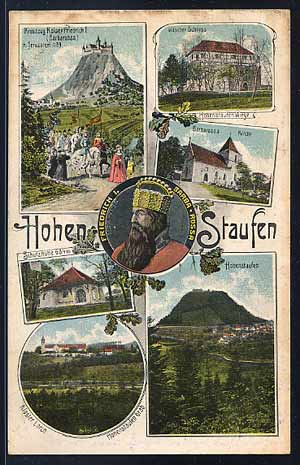
Поштова листівка 1905 р. випуску, на якій зображено гору й фортецю Гогенштауфен і королів з цього роду

Володіння згаслого Церінгенського роду перейшли до рук Фрідріха. Спадкові швабські землі він також повернув собі та майже без усіляких зусиль домігся для свого сина Генріха обрання його спадкоємцем німецької корони, а для себе — імператорської корони в Римі. Але папа Григорій IX відновив боротьбу проти могутності імператора, що невпинно зростала. Інокентій IV продовжував справу свого попередника. Поки Фрідріх II був живий, значення дому Гогенштауфенів ще трималось; але після його смерті воно стало швидко йти до занепаду.
Син Фрідріха Конрад IV (помер 1254) зустрічав однаково сильну протидію як у Німеччині, так і в Італії. Незаконний син Фрідріха Манфред, а потім і єдиний син Конрада, якого зазвичай називали Конрадином, загинули у боротьбі з Карлом Анжуйським (1266 й 1268). З інших нащадків Гогенштауфенів син Фрідріха II, Енціо або Генріх, король сардинський, 1272 року помер у Болоньї в ув'язненні; сини Манфреда померли за кілька років, також у в'язниці. Дочка Манфреда, Констанція, була одружена з Петром III Арагонським, який 1282 року завоював Сицилію та помстився за смерть Конрадина. Рештки володінь родини Гогенштауфенів було заставлено ще Конрадином; герцогське достоїнство у Швабії та Франконії згасло, і лише титул франконського герцога перейшов до Вюрцбурзького єпископа.

## Представники роду
- Фрідріх I, син Фрідріха фон Бойрена, герцог Франконії, Швабії та Ельзасу 1079—1105
- Фрідріх II нар.1090, син Фрідріха I, герцог Швабії та Ельзасу 1105—1147
- Конрад III р.1093, син Фрідріха I, герцог Франконії 1105—1138, Римський король 1127—1132, 1138—1152
- Фрідріх I Барбаросса нар.1122, син Фрідріха II, герцог Швабії та Ельзасу 1147—1152, Римський король 1152—1155, герцог Франконії 1152—1168, Римський імператор, король Німеччини та Італії 1155—1190, герцог Сполето, маркіз Тоскани 1174—1190
- Конрад нар.1135, син Фрідріха II, пфальцграф рейнський 1156—1195, помер 1197
- Генріх, син Конрада III, герцог Франконії 1138—1150, Римський король у 1147—1150
- Фрідріх IV, син Конрада III, герцог Франконії 1150—1152, герцог Швабії та Ельзасу 1152—1167
- Фрідріх V нар.1164, син Фрідріха I, герцог Швабії та Ельзасу 1167—1169
- Генріх VI р.1166, син Фрідріха I, Римський король 1168—1191, король Італії 1186—1197, герцог Сполето, маркіз Тоскани 1190—1197, Римський імператор, король Німеччини 1191—1197, король Сицилії 1194—1197
- Фрідріх VI (також іменується Фрідріхом V, справжнє ім'я Конрад) нар.1167, син Фрідріха I, герцог Швабії та Ельзасу 1169—1191
- Оттон I нар.1170, син Фрідріха I, пфальцграф Бургундії 1184—1200
- Конрад II, син Фрідріха I, герцог Франконії 1167—1196, герцог Швабії та Ельзасу 1191—1196
- Філіп нар.1176, син Фрідріха I, князь-єпископ Вюрцбургу 1190—1191, герцог Тоскани 1195—1208, герцог Франконії, Швабії та Ельзасу 1196—1208, Римський король 1198—1208, пфальцграф Бургундії 1200—1208
- Фрідріх II нар.1194, син Генріха VI, Римський король 1196—1220, король Сицилії 1197—1250, герцог Сполето, маркіз Тоскани 1197—1210, 1218—1250, герцог Франконії, Швабії та Ельзасу 1212—1216, Римський імператор, король Німеччини та Італії 1220—1250, король Єрусалиму 1225—1228
- Генріх (VII) нар.1211, син Фрідріха II, король Сицилії 1212—1242, герцог Франконії, Швабії та Ельзасу 1216—1235, Римський король 1220—1235
- Конрад IV нар.1228, син Фрідріха II, король Єрусалиму 1228—1243, герцог Франконії, Швабії та Ельзасу 1235—1254, Римський король 1237—1254, король Сицилії 1250—1254
- Енціо, син Фрідріха II, король Сардинії 1238—1249, помер 1272
- Манфред нар.1232, син Фрідріха II, принц Таранто 1250—1258, король Сицилії 1258—1266, герцог Сполето, маркіз Тоскани 1260—1266
- Конрад V (Конрадин) нар.1252, син Конрада IV, Римський король, король Єрусалиму, герцог Франконії, Швабії та Ельзасу 1254—1268